# 松平頼策
松平 頼策（まつだいら よりふみ）は、江戸時代後期の大名。常陸国府中藩第10代（最後）の藩主。官位は従四位下・播磨守。維新後は知藩事、のち子爵。

## 略歴
9代藩主・松平頼縄の三男として誕生した。幼名は勇次郎。
明治元年（1868年）12月3日、父の隠居により跡を継ぐ。明治2年（1869年）の版籍奉還で知藩事となり、このときに藩名を石岡藩と改称した。明治4年（1871年）の廃藩置県で免官となる。明治17年（1884年）には子爵となった。明治19年（1886年）9月10日、39歳で死去した。墓所は茨城県常陸太田市の瑞龍山。

## 家族
父母
- 松平頼縄（父）

妻
- 松平衛 ー 松平頼胤の娘（前妻）
- 松平鏘 ー 松平頼升の娘（後妻）

子女
- 松平頼孝（長男）
- 松平頼忠（次男）
- 松平幸 ー 青木楠吉夫人
- 太田五郎

| 日本の爵位 | 日本の爵位                                  | 日本の爵位    |
| ---------- | ------------------------------------------- | ------------- |
| 先代 叙爵  | 子爵 （府中）石岡松平家初代 1884年 - 1886年 | 次代 松平頼孝 |